# Varvazīn
Varvazīn (persiska: وروزين) är en ort i Iran.   Den ligger i provinsen Hamadan, i den nordvästra delen av landet, 230 km väster om huvudstaden Teheran. Varvazīn ligger 1 890 meter över havet och antalet invånare är 196.
Terrängen runt Varvazīn är platt åt sydost, men åt nordväst är den kuperad. Runt Varvazīn är det ganska glesbefolkat, med 47 invånare per kvadratkilometer. Närmaste större samhälle är Razan, 7,0 km öster om Varvazīn. Trakten runt Varvazīn består i huvudsak av gräsmarker.